# Patrick Luwis
Patrick Luwis (Washington D. C., 19 de diciembre de 1994) es un actor estadounidense. Ha participado en producciones televisivas y cinematográficas, entre las que destacan sus interpretaciones como Axel Kovačević en la serie Cobra Kai y como Ivar en la franquicia Rebel Moon, dirigida por Zack Snyder.

## Biografía
Nació en Washington D. C. Cursó estudios superiores en Hampden-Sydney College, donde obtuvo una licenciatura en teatro y retórica. Posteriormente, amplió su formación en la Universidad de Oxford en Reino Unido y en la Universidad de Auckland en Nueva Zelanda.

## Carrera
Inició su carrera actoral en 2017. Desde entonces, ha participado en diversas series de televisión, incluyendo Danger Force (2020), The Dropout (2022), Animal Kingdom (2022) y NCIS (2023).
En 2023 apareció brevemente en la película Barbie. Ese mismo año interpretó a Ivar en Rebel Moon - Part One: A Child of Fire, papel que retomó en la secuela Rebel Moon - Part Two: The Scargiver (2024).
En 2024 se incorporó al reparto principal de la serie Cobra Kai en su sexta temporada, donde interpretó a Axel Kovačević, cocapitán del equipo Iron Dragons, presentado como uno de los equipos participantes del torneo internacional Sekai Taikai.

## Filmografía

### Cine
- 2023: Barbie
- 2023: Rebel Moon - Part One: A Child of Fire
- 2024: Conociéndote, conociéndome
- 2024: Chica tiburón Kevin
- 2024: Rebel Moon - Part Two: The Scargiver

### Televisión
- 2020: Danger Force
- 2022: The Dropout
- 2022: Animal Kingdom
- 2023: NCIS
- 2024–2025: Cobra Kai